# Marroc a la Copa del Món de futbol
Aquest és el registre dels resultats del Marroc a la Copa del Món. El Marroc no ha estat mai campiona de la competició, i la seva millor actuació va ser en l'edició del 1986, quan va arribar als setzens de final.

## Resum d'actuacions
Campions      Finalistes      Tercers      Quarts
| Historial a la Copa del Món | Historial a la Copa del Món       | Historial a la Copa del Món       | Historial a la Copa del Món       | Historial a la Copa del Món       | Historial a la Copa del Món       | Historial a la Copa del Món       | Historial a la Copa del Món       | Historial a la Copa del Món       |
| Edició                      | Ronda                             | Posició                           | PJ                                | PG                                | PE                                | PP                                | GF                                | GC                                |
| --------------------------- | --------------------------------- | --------------------------------- | --------------------------------- | --------------------------------- | --------------------------------- | --------------------------------- | --------------------------------- | --------------------------------- |
| 1930                        | No hi participà                   | No hi participà                   | No hi participà                   | No hi participà                   | No hi participà                   | No hi participà                   | No hi participà                   | No hi participà                   |
| 1934                        | No hi participà                   | No hi participà                   | No hi participà                   | No hi participà                   | No hi participà                   | No hi participà                   | No hi participà                   | No hi participà                   |
| 1938                        | No hi participà                   | No hi participà                   | No hi participà                   | No hi participà                   | No hi participà                   | No hi participà                   | No hi participà                   | No hi participà                   |
| 1950                        | No hi participà                   | No hi participà                   | No hi participà                   | No hi participà                   | No hi participà                   | No hi participà                   | No hi participà                   | No hi participà                   |
| 1954                        | No hi participà                   | No hi participà                   | No hi participà                   | No hi participà                   | No hi participà                   | No hi participà                   | No hi participà                   | No hi participà                   |
| 1958                        | No hi participà                   | No hi participà                   | No hi participà                   | No hi participà                   | No hi participà                   | No hi participà                   | No hi participà                   | No hi participà                   |
| 1962                        | No es classificà                  | No es classificà                  | No es classificà                  | No es classificà                  | No es classificà                  | No es classificà                  | No es classificà                  | No es classificà                  |
| 1966                        | Es retirà                         | Es retirà                         | Es retirà                         | Es retirà                         | Es retirà                         | Es retirà                         | Es retirà                         | Es retirà                         |
| 1970                        | Primera fase                      | 14s                               | 3                                 | 0                                 | 1                                 | 2                                 | 2                                 | 6                                 |
| 1974                        | No es classificà                  | No es classificà                  | No es classificà                  | No es classificà                  | No es classificà                  | No es classificà                  | No es classificà                  | No es classificà                  |
| 1978                        | No es classificà                  | No es classificà                  | No es classificà                  | No es classificà                  | No es classificà                  | No es classificà                  | No es classificà                  | No es classificà                  |
| 1982                        | No es classificà                  | No es classificà                  | No es classificà                  | No es classificà                  | No es classificà                  | No es classificà                  | No es classificà                  | No es classificà                  |
| 1986                        | Setzens de final                  | 11s                               | 4                                 | 1                                 | 2                                 | 1                                 | 3                                 | 2                                 |
| 1990                        | No es classificà                  | No es classificà                  | No es classificà                  | No es classificà                  | No es classificà                  | No es classificà                  | No es classificà                  | No es classificà                  |
| 1994                        | Primera fase                      | 23s                               | 3                                 | 0                                 | 0                                 | 3                                 | 2                                 | 5                                 |
| 1998                        | Primera fase                      | 18s                               | 3                                 | 1                                 | 1                                 | 1                                 | 5                                 | 5                                 |
| 2002                        | No es classificà                  | No es classificà                  | No es classificà                  | No es classificà                  | No es classificà                  | No es classificà                  | No es classificà                  | No es classificà                  |
| 2006                        | No es classificà                  | No es classificà                  | No es classificà                  | No es classificà                  | No es classificà                  | No es classificà                  | No es classificà                  | No es classificà                  |
| 2010                        | No es classificà                  | No es classificà                  | No es classificà                  | No es classificà                  | No es classificà                  | No es classificà                  | No es classificà                  | No es classificà                  |
| 2014                        | No es classificà                  | No es classificà                  | No es classificà                  | No es classificà                  | No es classificà                  | No es classificà                  | No es classificà                  | No es classificà                  |
| 2018                        | Primera fase                      | 27s                               | 3                                 | 0                                 | 1                                 | 2                                 | 2                                 | 4                                 |
| 2022                        | Quart lloc                        | 4s                                | 7                                 | 3                                 | 2                                 | 2                                 | 6                                 | 5                                 |
| 2026                        | Pendent                           | Pendent                           | Pendent                           | Pendent                           | Pendent                           | Pendent                           | Pendent                           | Pendent                           |
| 2030                        | Classificat com a co-organitzador | Classificat com a co-organitzador | Classificat com a co-organitzador | Classificat com a co-organitzador | Classificat com a co-organitzador | Classificat com a co-organitzador | Classificat com a co-organitzador | Classificat com a co-organitzador |
| 2034                        | Pendent                           | Pendent                           | Pendent                           | Pendent                           | Pendent                           | Pendent                           | Pendent                           | Pendent                           |
| Total                       | Quart lloc                        | Quart lloc                        | 23                                | 5                                 | 7                                 | 11                                | 20                                | 27                                |

## Mèxic 1970

### Primera fase: Grup 4
| Pos | Equip               | PJ | PG | PE | PP | GF | GC | DG | Pts | Classificació           |
| --- | ------------------- | -- | -- | -- | -- | -- | -- | -- | --- | ----------------------- |
| 1   | Alemanya Occidental | 3  | 3  | 0  | 0  | 10 | 4  | +6 | 6   | Avança a la segona fase |
| 2   | Perú                | 3  | 2  | 0  | 1  | 7  | 5  | +2 | 4   | Avança a la segona fase |
| 3   | Bulgària            | 3  | 0  | 1  | 2  | 5  | 9  | −4 | 1   |                         |
| 4   | Marroc              | 3  | 0  | 1  | 2  | 2  | 6  | −4 | 1   |                         |

| Alemanya Occidental     | 2–1     | Marroc    |
| ----------------------- | ------- | --------- |
| Seeler 56' · Müller 80' | Informe | Jarir 21' |

| Perú                           | 3–0     | Marroc |
| ------------------------------ | ------- | ------ |
| Cubillas 65', 75' · Challe 67' | Informe |        |

| Bulgària    | 1–1     | Marroc        |
| ----------- | ------- | ------------- |
| Zhechev 40' | Informe | Ghazouani 61' |

## Mèxic 1986

### Primera fase: Grup F
| Pos | Equip      | PJ | PG | PE | PP | GF | GC | DG | Pts | Classificació                      |
| --- | ---------- | -- | -- | -- | -- | -- | -- | -- | --- | ---------------------------------- |
| 1   | Marroc     | 3  | 1  | 2  | 0  | 3  | 1  | +2 | 4   | Avança a la fase final             |
| 2   | Anglaterra | 3  | 1  | 1  | 1  | 3  | 1  | +2 | 3   | Avança a la fase final             |
| 3   | Polònia    | 3  | 1  | 1  | 1  | 1  | 3  | −2 | 3   | Opta a una plaça per la fase final |
| 4   | Portugal   | 3  | 1  | 0  | 2  | 2  | 4  | −2 | 2   |                                    |

| Marroc | 0–0     | Polònia |
| ------ | ------- | ------- |
|        | Informe |         |

| Anglaterra | 0–0     | Marroc |
| ---------- | ------- | ------ |
|            | Informe |        |

| Portugal       | 1–3     | Marroc                             |
| -------------- | ------- | ---------------------------------- |
| Diamantino 80' | Informe | Khairi 19', 26' · Merry Krimau 62' |

### Segona fase

#### Vuitens de final
| Marroc | 0–1     | Alemanya Occidental |
| ------ | ------- | ------------------- |
|        | Informe | Matthäus 87'        |

## Rússia 2018

### Grup B
| Pos | Equip    | PJ | PG | PE | PP | GF | GC | DG | Pts | Classificació        |
| --- | -------- | -- | -- | -- | -- | -- | -- | -- | --- | -------------------- |
| 1   | Espanya  | 3  | 1  | 2  | 0  | 6  | 5  | +1 | 5   | Avança a segona fase |
| 2   | Portugal | 3  | 1  | 2  | 0  | 5  | 4  | +1 | 5   | Avança a segona fase |
| 3   | Iran     | 3  | 1  | 1  | 1  | 2  | 2  | 0  | 4   |                      |
| 4   | Marroc   | 3  | 0  | 1  | 2  | 2  | 4  | −2 | 1   |                      |

| Marroc | 0–1     | Iran                    |
| ------ | ------- | ----------------------- |
|        | Informe | Bouhaddouz 90+5' (p.p.) |

| Portugal             | 1–0     | Marroc |
| -------------------- | ------- | ------ |
| Cristiano Ronaldo 4' | Informe |        |

| Espanya                     | 2–2     | Marroc                      |
| --------------------------- | ------- | --------------------------- |
| Isco 19' · Iago Aspas 90+1' | Informe | Boutaïb 14' · En-Nesyri 81' |